# Mehdi Baala
Mehdi Baala (ur. 17 sierpnia 1978 w Strasburgu) – francuski lekkoatleta, specjalizujący się głównie w biegu na 1500 m.

## Największe osiągnięcia
- brązowy medal Halowych Mistrzostw Europy w 2000
- 4.miejsce na Igrzyskach Olimpijskich w Sydney
- złoty medal Mistrzostw Europy w 2002
- srebrny medal Mistrzostw Świata w 2003
- złoty medal Mistrzostw Europy w 2006
- brązowy medal Igrzysk Olimpijskich w Pekinie (po dyskwalifikacji Rashida Ramziego[1])

## Rekordy życiowe
- Bieg na 800 metrów – 1:43,15 (2002) rekord Francji (do 2014)
- Bieg na 1000 metrów – 2:13,96 (2003) rekord Francji, 9. wynik w historii światowej lekkoatletyki
- Bieg na 1500 metrów – 3:28,98 (2003) rekord Francji (do 2025)
- Bieg na 2000 metrów – 4:53,12 (2005)
- Bieg na 800 metrów (hala) – 1:44,82 (2003) rekord Francji
- Bieg na 1000 metrów (hala) – 2:17,01 (2005) rekord Francji
- Bieg na 1500 metrów (hala) – 3:34,71 (2009) rekord Francji
- Bieg na milę (hala) – 3:52,51 (2009) rekord Francji